# 1218 (szám)
Az 1218 (római számmal: MCCXVIII) az 1217 és 1219 között található természetes szám.

## A szám a matematikában
A tízes számrendszerbeli 1218-as a kettes számrendszerben 10011000010, a nyolcas számrendszerben 2302, a tizenhatos számrendszerben 4C2 alakban írható fel.
Az 1218 páros szám, összetett szám. Kanonikus alakja 21 · 31 · 71 · 291, normálalakban az 1,218 · 103 szorzattal írható fel. Tizenhat osztója van a természetes számok halmazán, ezek növekvő sorrendben: 1, 2, 3, 6, 7, 14, 21, 29, 42, 58, 87, 174, 203, 406, 609 és 1218.
Az 1218 egyetlen szám valódiosztó-összegeként áll elő, ez az 1217².

## Csillagászat
- 1218 Aster kisbolygó